# Lunania subcoriacea
Lunania subcoriacea är en videväxtart som beskrevs av Nathaniel Lord Britton och P. Wils.. Lunania subcoriacea ingår i släktet Lunania och familjen videväxter. Inga underarter finns listade i Catalogue of Life.